# 444 Gyptis
A 444 Gyptis (ideiglenes jelöléssel 1899 EL) a Naprendszer kisbolygóövében található aszteroida. Jérôme Eugène Coggia fedezte fel 1899. március 31-én.